# Charmed Life (Billy Idol)
Charmed Life è il quarto album del cantante britannico Billy Idol, uscito nel 1990.

## Tracce
1. The Loveless (Idol/Younger-Smith) - 4:17
2. Pumping on Steel (Idol/Younger-Smith) - 4:42
3. Prodigal Blues (Idol) - 5:42
4. L.A. Woman (Densmore/Krieger/Manzarek/Morrison - cover dei The Doors) - 5:30
5. Trouble with the Sweet Stuff - 5:59
6. Cradle of Love (Idol/Werner) - 4:39
7. Mark of Caine (Idol) - 4:32
8. Endless Sleep (Nance/Reynolds) - 3:13
9. Love Unchained (Idol) - 4:40
10. The Right Way (Idol) - 5:04
11. License to Thrill (Forsey/Idol) - 6:02

## Musicisti

### Artista
- Billy Idol - voce, chitarra

### Altri musicisti
- Mike Baird - batteria
- Arthur Barrow - tastiere, basso, programming
- Keith Forsey - batteria, produttore
- Jimmy Johnson - basso
- Greg Mathieson - tastiere
- Phil Shenale - basso, programming
- Phil Soussan - basso
- Vito - basso
- Mark Younger-Smith - chitarra, basso